# Tota di Ribagorza
Tota o Toda di Ribagorza (Toda in spagnolo, Tota, in  catalano e Toda in francese; circa alla metà del secolo X – 1011 circa) fu Contessa di Ribagorza dal 1003 e contessa consorte di Pallars, dal 1008 al 1010.

## Origine
Secondo il capitolo n° XXXVI del libro XLVI della España sagrada. 46, De las santas iglesias de Lérida, Roda y Barbastro Tota era sorella di Unifedo e Isarno, che, secondo il Codice di Roda, erano figli del Conte di Ribagorza, Raimondo II e della moglie Garsenda di Fézensac, che, ancora secondo il Codice di Roda era figlia di Guglielmo Garces (ca. 895- ca. 960), primo conte d'Armagnac e di Fézensac, che, secondo la Genealogia Comitum Guasconiæ, era figlio del duca di Guascogna, Garcia II Sanchez; anche il capitolo n° XXXVI del libro XLVI della España sagrada. 46, De las santas iglesias de Lérida, Roda y Barbastro conferma che era figlio di Raimondo II Garsenda, precisando che proveniva dalla Gallia (Garsendi nomine de galiis).

Sempre secondo il Codice di Roda, Raimondo II di Ribagorza, era il figlio primogenito del Conte di Ribagorza, Bernardo I e di Toda Galíndez d'Aragona, che ancora secondo il Codice di Roda, era figlia del terzo conte d'Aragona, Galindo III e di Arcibella di Guascogna, figlia di Garcia I di Guascogna e di Aimena di Perigord.

## Biografia
Dopo il 960, suo padre, Raimondo II non viene più citato in alcun documento, e, nel 964, nel documento nº 194 del Catalunya Carolíngia, vol. II: Els diplomes carolingis a Catalunya, inerente ad una donazione (non consultato), Raimondo non viene citato, ma vengono citati, suo fratello, Unifedo, col titolo di conte, gli altri figli e la moglie (Hunifredus chomes et fratres mei et mater mea), per cui si presume che Raimondo sia morto tra il 960 ed il 964.

Unifredo (Unifredus comes filius Ragimundi) gli succedette, precisando che fu conte al tempo di Lotario II di Lotaringia (temporibus Lotarii), come ci viene confermato dal Numero XXI della Apendice, Clase Primera, El antiguo obispado de Pallas en Cataluña.

Al momento della successione vi fu un tentativo di rivolta, che fu soffocato e i rivoltosi furono puniti con la confisca di tutti i loro beni.
Suo fratello, Unifredo governò la contea unitamente agli altri fratelli, Arnaldo e Isarno, sui quali, con l'appoggio della madre, Garsenda, aveva la preminenza.
Non si conosce la data esatta della morte di suo fratello, Unifredo, che si presume tra il 979 ed il 980 e, secondo il capitolo n° XXXVI del libro XLVI della España sagrada. 46, De las santas iglesias de Lérida, Roda y Barbastro fu tumulato nel monastero di Santa Maria d'Alaó a Sopeira.

Suo fratello, Arnaldo, succedette a Unifredo, come conferma il Numero XXI (Post hos Comites fuerunt in supradictis locis, Arnaldus, Vuillelmus, Isarnus) della Apendice, Clase Primera, El antiguo obispado de Pallas en Cataluña.
Suo fratello, Arnaldo morì verso il 990, in quanto nel dicembre di quell'anno, la madre, Garsenda di Fézensac, Isarno, citato col titolo di conte e la sorella, Tota (Garsinnis chometissa et...Isarnus...comes sive germana mea Tota chometissa), fecero una donazione, senza che Arnaldo fosse citato, come da documento nº 289 del Catalunya Carolíngia, vol. II: Els diplomes carolingis a Catalunya (non consultato).

Isarno succedette al fratello, Arnaldo e governò la contea con l'assistenza della sorella, Tota.
Isarno finì i suoi giorni nel castello di Monzón, affrontando l'attacco di Abd al-Malik, figlio di Almanzor nel 1003; anche il capitolo n° XXXVI del libro XLVI della España sagrada. 46, De las santas iglesias de Lérida, Roda y Barbastro conferma la morte in battaglia contro i Saraceni, in una località detta monte di Sion (in Monte Sion); lo scontro viene ricordato come battaglia di Albesa.
Dopo la morte di Isarno, come viene precisato dal capitolo n° XXXVI del libro XLVI della España sagrada. 46, De las santas iglesias de Lérida, Roda y Barbastro, nel governo della contea gli succedette Tota, che aveva già collaborato coi fratelli, dopo la morte del padre.

Abd al-Malik continuò l'invasione della Ribagorza, e, nel 1006, conquistò Roda.

Per il timore di non potercela fare da sola, Toda decise di prendere marito che potesse affiancarla, nella difesa della contea, scegliendo il conte Suniario I di Pallars.
Il matrimonio durò poco, perché il marito morì circa due anni dopo, nel 1010.
Rimasta vedova Toda abdicò in favore del nipote, Guglielmo, figlio illegittimo di suo fratello, Isarno, che intervenne in Ribagorza, assiema al cugino, il conte indipendente di Castiglia e conte di Burgos, Lantarón, Cerezo e Álava, Sancho Garcés.
Toda morì non molto tempo dopo, nel 1011, e fu tumulata nel monastero di Santa María de Obarra, a Beranuy.

## Matrimonio e discendenza
Come viene precisato dal capitolo n° XXXVI del libro XLVI della España sagrada. 46, De las santas iglesias de Lérida, Roda y Barbastro Tota, verso il 1008, aveva sposato il conte Suniario I di Pallars, a cui non aveva dato figli.

### Fonti primarie
- (LA)  (ES)  #ES Textos-navarros-codice-roda.pd.
- (LA)  #ES El antiguo obispado de Pallas en Cataluña, Apendice, Clase Primera.
- (LA)  España sagrada. 46, De las santas iglesias de Lérida, Roda y Barbastro.
- (LA)  Rerum Gallicarum et Francicarum Scriptires, tomus XII.

### Letteratura storiografica
- (EN) The Development of Southern French and Catalan Society, 718-1050, su libro.uca.edu.